# NoteTab
NoteTab – edytor tekstu przeznaczony do pracy w systemach Windows opracowany przez szwajcarskiego programistę Erica Fookesa. NoteTab umożliwia jednoczesną pracę z wieloma dokumentami w zakładkach, oferuje zaawansowane narzędzia wyszukiwania i zastępowania tekstu (w tym wyrażenia regularne), wykorzystuje szablony dokumentów oraz ma wbudowany język makropoleceń o dość dużych możliwościach.

## Inne cechy
Notetab ma niewielkie wymagania systemowe (4 MB wolnego miejsca na dysku i 32 MB wolnej pamięci RAM), a maksymalny rozmiar edytowanego pliku wynosi 2 GB. Edytor współpracuje ze słownikiem ortograficznym (dostępna jest polska wersja słownika), który łatwo uzupełniać o nowe słowa.
Język makr składa się z przeszło 90 poleceń i pozwala na pisanie prostych makr w rodzaju autouzupełniania znanego z MSWord lub zaawansowanych mini aplikacji wykorzystujących okienka dialogowe. Edytor może współpracować z zewnętrznym interpreterem języka Perl.
Charakterystyczne dla NoteTaba są tak zwane outline documents, biblioteki makr clipbooks oraz możliwość tworzenia przez użytkownika własnych pasków narzędzi zwanych clipbars.
- Outline document to dokument zawierający hiperłącza do innych dokumentów tekstowych. Łatwo dzięki temu tworzyć listy tematycznie powiązanych dokumentów.
- Clipbook to biblioteka makropoleceń (klipów), które wyświetlane są w bocznym panelu.
- Clipbar to utworzony przez użytkownika pasek przycisków powiązanych z makrami, analogiczny do paska narzędziowego znanego z innych aplikacji Windows.

## Wersje programu
NoteTab produkowany jest w trzech wersjach: Light, Standard i Pro. Pierwsza z nich jest darmowa (freeware), dwie pozostałe rozprowadzane są na zasadach shareware. Wersja Light jest w pełni funkcjonalnym programem bez żadnych ograniczeń w postaci limitów czasowych, używalności, okienek nagabujących o rejestrację (nag screens) i tym podobnych. Różnice między wersjami Light a Standard są nieznaczne i dla przeciętnego użytkownika sprowadzają do braku współpracy ze słownikiem oraz możliwości zastępowania tekstu w dokumentach zapisanych na dysku bez otwierania ich w oknie edytora.
Wersja Pro rozbudowana jest o możliwość wielokrotnego cofania poleceń, podświetlanie składni, wsparcie dla fontów o stałej szerokości i pracuje nieco szybciej od wersji Standard i Light.

## Zastosowanie
Edytor (zwłaszcza w wersji Pro) adresowany jest do programistów, autorów stron i serwisów WWW i wszystkich, którzy na co dzień mają do czynienia z dokumentami tekstowymi.